# Andrzej Kraiński
Andrzej Kraiński, pseudonim „Kobra” (ur. 3 maja 1964) – polski muzyk rockowy, kompozytor, piosenkarz, lider zespołu Kobranocka od początku istnienia grupy.

## Życiorys
Do 1981 współtworzył formację Fragmenty Nietoperza. Obok Kobranocki gra i śpiewa w zespole Atrakcyjny Kazimierz.
Wraz z zespołem Hey zaśpiewał utwór – „Moja i twoja nadzieja” na płycie Fire z 1993.
W 2007 wziął udział w projekcie Yugopolis. Zaśpiewał tam piosenki: „W oczy patrzeć mi...” i „Łykając twoje łzy”.